# Vrbovec, Kočevje
Vrbovec je naselje v občini Kočevje.